# Rorippa fluviatilis
Rorippa fluviatilis là một loài thực vật có hoa trong họ Cải. Loài này được (E. Mey. ex Sond.) R.A. Dyer miêu tả khoa học đầu tiên năm 1937.